# Bento Ferreira
Bento Ferreira é um bairro no município de Vitória, Espírito Santo.
A área do bairro era um manguezal até a década de 1940, quando começou a ser feito um aterro. No início da ocupação do bairro, o deslocamento era feito por pinguelas ou em meio à lama. A região, até então, era utilizada para pesca por moradores das ilhas de Santa Maria, Monte Belo e Fumaça. Parte da área do bairro pertenceu à companhia ferroviária Leopoldina Railway até 1949, quando o governo do Espírito Santo comprou o terreno, de 770 mil metros quadrados. Com o governo de Jones dos Santos Neves, na década de 1950, os aterramentos foram intensificados e o bairro começou a ser loteado. Onde existia antes uma área de lazer, foi construído o prédio da Prefeitura Municipal de Vitória. A região deu lugar a um bairro residencial de classe média com ruas planejadas.
O nome Bento Ferreira tem origem num suposto ferreiro chamado Bento, que teria trabalhado e morado na oficina de manutenção de vagões da companhia Leopoldina situada onde o bairro viria a surgir.
Em Bento Ferreira, se situam a Prefeitura e a Câmara Municipal de Vitória, o Departamento de Imprensa Oficial, o centro de educação do SENAI de Vitória, a APAE de Vitória, o Clube de Natação e Regatas Álvares Cabral, o Centro de Formação Martim Lutero e o Estádio Salvador Venâncio da Costa, sede do Vitória Futebol Clube. O bairro tem acesso às avenidas Vitória, Marechal Mascarenhas de Moraes e Leitão da Silva, importantes vias da capital do Espírito Santo, e conta com a Praça Prefeito Oswaldo Guimarães.